# Elliott Smith
Elliott Smith, pseudonimo di Steven Paul Smith (Omaha, 6 agosto 1969 – Los Angeles, 21 ottobre 2003), è stato un cantautore e musicista statunitense.
Dopo aver militato nella band Heatmiser per diversi anni, la sua carriera come solista è cominciata nel 1994. Nel 1998 ha acquisito notorietà internazionale dopo essere stato nominato all'Oscar come autore della canzone Miss Misery tratta dal film Will Hunting - Genio ribelle.
Sebbene sia nato come musicista rock (in particolare post-punk e grunge), le sue prime canzoni sono essenzialmente acustiche. Nei suoi lavori più maturi, come XO e Figure 8, ha introdotto invece arrangiamenti più complessi, con suoni orchestrali influenzati dalla musica dei Beatles, che lo ha da sempre ispirato. Nel suo ultimo album From a Basement on the Hill ha però cercato di ricreare le atmosfere più scarne e asciutte dei suoi primi lavori.
La sua poetica malinconica e la tragica morte all'età di soli 34 anni - forse un suicidio a causa della depressione che lo tormentava - l'hanno reso uno degli ultimi miti del rock alternativo americano.

## Biografia
Steven Paul Smith (vero nome di Elliott Smith), nasce al Clarkson Hospital di Omaha, in Nebraska il 6 agosto 1969. A quel tempo la madre Bunny Welch (nata Bunny Kay Berryman), era un'insegnante di scuola elementare e il padre, Gary Smith, era uno studente di medicina all'Università del Nebraska. Circa un anno dopo la sua nascita i genitori divorziano: il padre Gary si arruola nell'aviazione americana, mentre la madre si trasferisce assieme al figlio a Duncanville, un sobborgo di Dallas, Texas. Nel luglio del 1973 Bunny si risposa con Charlie Welch, il quale successivamente sarà accusato di violenze domestiche sia ai danni della sua nuova moglie, sia ai danni del figlio adottivo.
Steven impara a suonare il pianoforte e la chitarra all'età di 9 anni e scrive la sua prima canzone a 13 anni. A 14 anni, stanco delle violenze subite dal patrigno, decide di andare a vivere con il padre e si trasferisce a Portland, nell'Oregon, dove Gary Smith lavora come psichiatra. Durante il periodo delle scuole superiori, Steven entra a far parte di una band chiamata Stranger Than fiction (assieme ai compagni Garrick Duckler, Jason Hornick, e Adam Koval), e comincia anche a farsi chiamare con il nome di Elliott, anziché Steven. Il 3 giugno 1987 si diploma alla Lincoln High School di Portland.
Nel 1991 si laurea all'Hampshire College di Amherst (Massachusetts), con una tesi in filosofia e scienze politiche. Dopo il suo ritorno a Portland, fonda l'indie-band Heatmiser assieme a Neil Gust, Tony Lash, e Brandt Peterson (presto rimpiazzato da Sam Coomes). Il loro sound è stato comparato a quello dei Fugazi e di altre band punk e grunge. Dal 1993 al 1996 gli Heatmiser pubblicano 3 LP e un EP. Il gruppo si scioglie nel 1996, ma non prima di aver firmato un contratto con la Virgin Records per realizzare l'album Mic City Sons.
Poco prima dello scioglimento della band, Elliott Smith comincia a registrare materiale per il suo primo album da solista, Roman Candle (1994), inizialmente inteso come una compilation di demo scartate dagli Heatmiser. Fu la ragazza che in quei giorni frequentava Elliott a spedire una cassetta con quelle canzoni al presidente della Cavity Search Records, Cristopher Cooper, il quale immediatamente si offrì di pubblicarle. Si tratta fondamentalmente di una raccolta di canzoni suonate con la sola chitarra acustica, occasionalmente accompagnata da brevi riff di chitarra elettrica e accenni di percussioni. Solo l'ultima traccia strumentale del disco Kiwi Mad Dog 20/20 è suonata da una band al completo.
Smith incide quattro album con etichette indipendenti e due per la DreamWorks. Raggiunge la popolarità massima nel 1997 quando Gus Van Sant chiede l'utilizzo di alcuni suoi brani per il film Will Hunting - Genio ribelle e Miss Misery viene nominata all'Oscar come miglior canzone originale.
Nel 2000, il brano Pitseleh, tratto dall'album XO, viene scelto per la colonna sonora del film Tentazioni d'amore, di e con Edward Norton.
Nel 2001 il brano Needle in the Hay fu inserito all'interno della colonna sonora del film I Tenenbaum di Wes Anderson dopo che Smith non riuscì a consegnare in tempo una cover di Hey Jude.

### La morte
Affetto da depressione e dipendente da alcol e droghe, Elliott Smith morì improvvisamente il 21 ottobre 2003, all'età di 34 anni, per una coltellata auto-inflittasi dopo una lite con la sua ragazza, Jennifer Chiba. La morte venne ufficialmente archiviata come suicidio e le crisi depressive di cui il cantante soffriva rendevano l'ipotesi più che plausibile; tuttavia la modalità atipica del gesto e il fatto che la donna avesse rimosso il pugnale prima dell'arrivo delle autorità lasciarono un margine di incertezza sull'esatta dinamica.
All'epoca Smith stava lavorando al suo sesto lavoro, From a Basement on the Hill, che fu perciò pubblicato postumo ma incompiuto in quanto album singolo, ove il progetto era invece di un doppio.

## Discografia

### Album in studio
- 1994 – Roman Candle
- 1995 – Elliott Smith
- 1997 – Either/Or
- 1998 – XO
- 2000 – Figure 8
- 2004 – From a Basement on the Hill

### Raccolte
- 2007 – New Moon
- 2010 – An Introduction to... Elliott Smith

### Colonne sonore
- 2014 – Heaven Adores You

### Singoli
- 1995 – Needle in the Hay B-side: Alphabet Town, Some Song
- 1996 – Division Day B-side: No Name #6
- 1996 – Speed Trials B-side: Angeles, I Don't Think I'm Ever Gonna Figure It Out
- 1998 – Ballad of Big Nothing B-side: Angeles, Some Song, Division Day
- 1999 – Waltz #2 (XO) B-side: Our Thing
- 1999 – Baby Britain B-side: Waltz #1 (Demo)
- 2000 – Happiness B-side: Son of Sam (Acoustic)
- 2000 – Son of Sam B-side: A Living Will
- 2003 – Pretty (Ugly Before) B-side: A Distorted Reality Is Now a Necessity to Be Free

## Videografia

### Documentario biografico
- 2014 – Elliott Smith - Il cielo ti ama (Heaven Adores You)